# Stendhal (gra komputerowa)

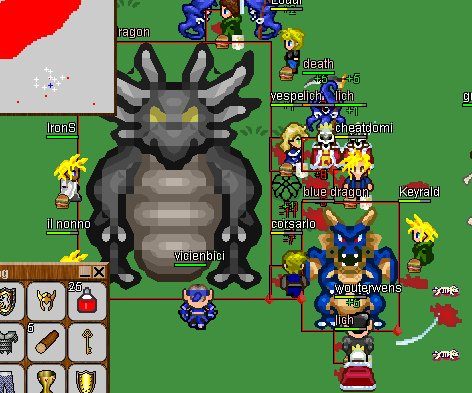
Gracze zbierający się do walki z bossem

Stendhal – open source'owa gra typu MMORPG wydawana na licencji GPL, napisana w języku Java. Kod gry oparty jest na frameworku Arianne korzystającym z serwera Marauroa również napisanym w Javie.
Sama gra jest podobna do Tibii. Grafika jest dwuwymiarowa, oparta na sprite'ach. Gra była dostępna we wczesnym dostępie od 3 marca 2005 roku, ale wyszła z niego 17 maja 2012 roku. W wersji tej można przemierzać dostępne plansze (dostępne są także podziemia, które są trudniejsze, ale mają więcej nagród), walczyć z potworami (szczurami, wilkami, dzikami, elfami i innymi) i wypełniać proste questy zadane graczom przez postacie niezależne. Tak jak w każdej grze typu RPG gracz zdobywa punkty doświadczenia (oznaczone w grze symbolem XP) i rozwija swoją postać.
Prace nad grą są intensywne, dzięki czemu regularnie pojawiają się aktualizacje. Najnowsza wersja (1.44) pojawiła się 10 października 2023 roku. Aby móc grać w Stendhala, należy mieć zainstalowaną wirtualną maszynę Javy.